# Planococcoides lingnani
Planococcoides lingnani är en insektsart som först beskrevs av Ferris 1954.  Planococcoides lingnani ingår i släktet Planococcoides och familjen ullsköldlöss. Inga underarter finns listade i Catalogue of Life.